# Coenonympha albovenosa
Coenonympha albovenosa , Syn. Triphysa albovenosa , ist ein Schmetterling (Tagfalter) aus der Familie der Edelfalter (Nymphalidae), der in Asien vorkommt.

## Beschreibung
Bei Coenonympha albovenosa hat das Männchen eine schwärzlich braungraue Flügeloberseite, mit einem weiß-metallischen, nicht scharf gegen die Grundfarbe begrenzten Rand. Auf der Hinterflügelunterseite steht zwischen den Adern eine Reihe submarginaler schwarzer, gelb gerandeter Ocellen, die aber auch ganz fehlen kann. In der Zelle befindet sich ein heller Fleck. Die Flügel der Weibchen sind weißlich grau.

### Ähnliche Arten
- Coenonympha phryne (Pallas, 1771) hat einen breiteren, schärfer abgegrenzten goldenen Rand. Auf der Hinterflügelunterseite ist das weiße Band größer, aber schwächer ausgebildet.[1][2]

## Verbreitung
Coenonympha albovenosa kommt nordöstlich des Ural, in den südsibirische Bergen, im südlichen Altai, in Tuwa, Daurien (Transbaikalien), im Amur-Gebiet, Nordwest-China, in der Mongolei und Korea vor.

## Lebensraum
Coenonympha albovenosa kommt bis auf 2400 Meter Höhe in Steppen und Gebirgen vor.

### Flugzeit
Die Falter fliegen im Mai und Juli.

## Systematik

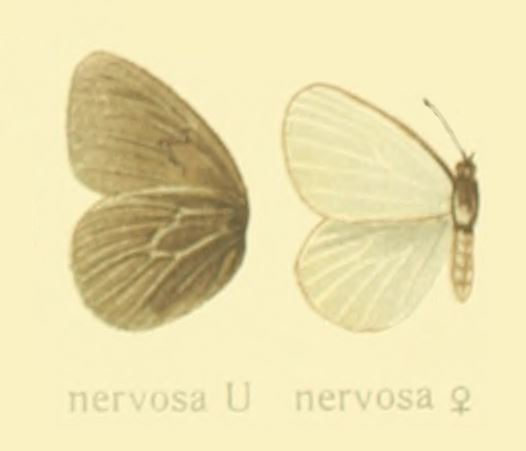
Triphysa nervosa aus Adalbert Seitz: Die Großschmetterlinge der Erde, Band 1

Coenonympha albovenosa wurde von Erschoff 1885 als Triphysa albovenosa erstbeschrieben. Triphysa dohrnii wurde 1850 von Philipp Christoph Zeller in der Entomologischen Zeitung anhand nur eines Exemplars unbekannten Ursprungs beschrieben, das verschollen ist. Er benannte sie nach seinem Freund Dohrn. Triphysa nervosa wurde 1866 von Wiktor Iwanowitsch Motschulski beschrieben. Er gab als Typenfundort Japan an, wo die Art aber nicht vorkommt. Seine Beschreibung ähnelt der Unterart glacialis. Da beide älteren Beschreibungen nicht den Anforderungen an eine Erstbeschreibung genügen, wird dem jüngeren Name von manchen Autoren der Vorzug gegeben.
Von vielen Autoren wird Coenonympha albovenosa der aus zwei bis drei Arten bestehenden Gattung Triphysa zugeordnet, die von Kodandaramaiah und Wahlberg 2009 mit Coenonympha synonymisiert wurde, da die Arten zusammen mit Coenonympha oedippus eine Klade bilden.

### Unterarten
- glacialis Bang-Haas, 1912 kommt in den süd-sibirischen Bergen vor[4]
- tscherskii Grum-Grschimailo, 1899 kommt in der Oblast Magadan und auf der Tschuktschen-Halbinsel vor[6]
- biocelata Staudinger, 1901 ist aus China bekannt. Es schlagen zwei Augen der Unterseite auf die Oberseite der Vorderflügel durch, wo sie als zuweilen gekernte Ocellen erscheinen[1]